# Sessame
Sessame (piemontiul: Siam) település Olaszországban, Piemont régióban, Asti megyében. Lakosainak száma 241 fő (2023. január 1.). Sessame Cassinasco, Monastero Bormida, Ponti, Rocchetta Palafea és Bistagno községekkel határos.

## Népesség
A település lakossága az elmúlt években az alábbi módon változott:
| Lakosok száma | 267  | 264  | 241  |
|               | 2017 | 2018 | 2023 |